# 李欣 (足球运动员)
李欣（1987年1月4日—），是中国足球运动员，司职后卫。

## 俱乐部生涯
李欣出自于武汉光谷梯队，2007年进入一线队名单征战中超联赛，但并未获得联赛出场机会。2009年武汉队退出中超以后，李欣加盟刚刚将主场迁往武汉的天津火车头征战中乙联赛。2010转会至中甲球队湖南湘涛。三个赛季以后，李欣于2013年转会至中乙球队河北中基并随队成功升入中甲联赛。2015年以后离开职业赛场加盟武汉宏兴征战业余联赛。2016年由于在足协杯武汉宏兴主场对阵江苏苏宁的比赛中参与斗殴被中国足协处以终身禁赛的处罚。